# Dietmar Strehl

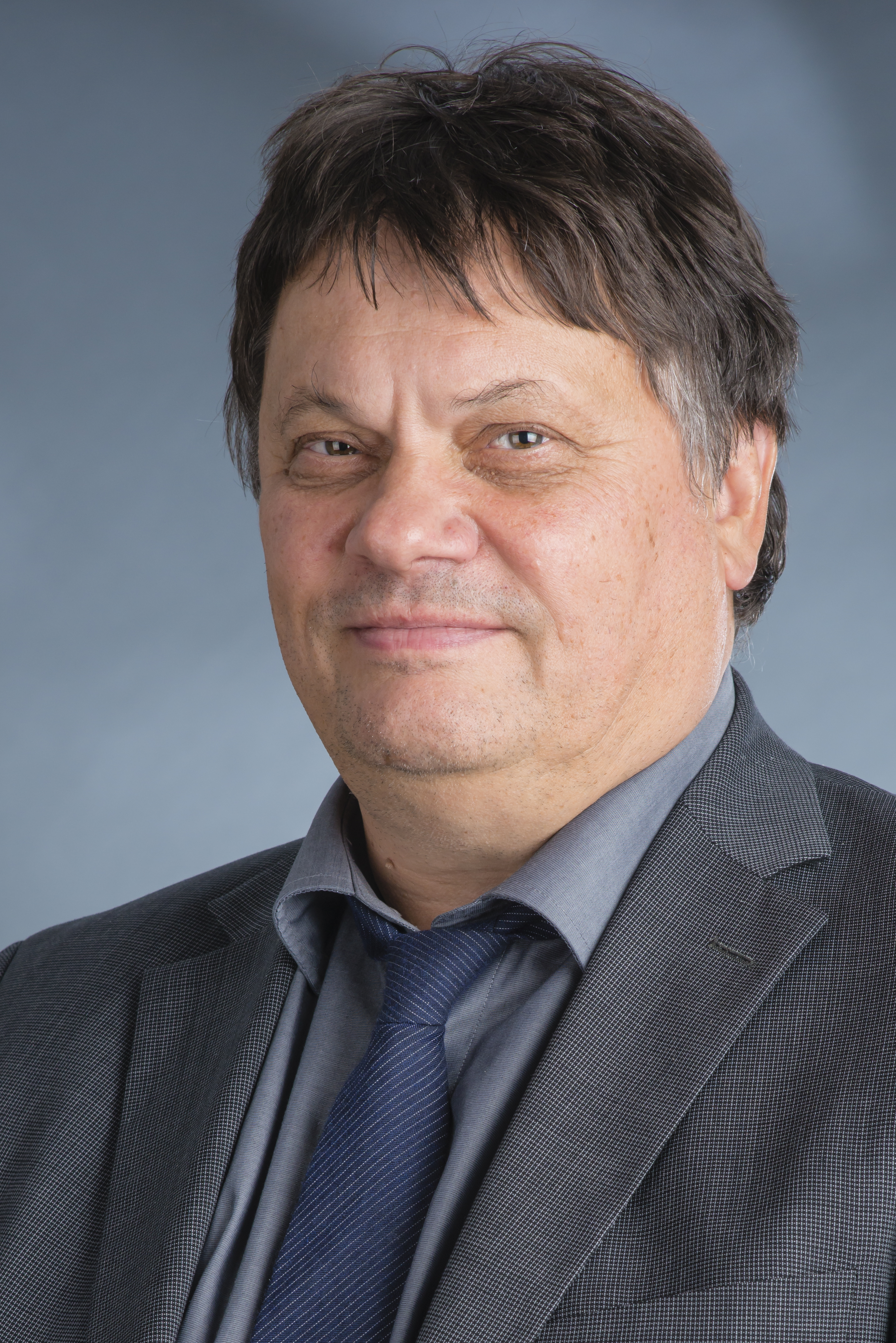
Dietmar Strehl, 2015

Dietmar Strehl (* 24. Mai 1956 in Aachen) ist ein deutscher Politiker (Bündnis 90/Die Grünen). Er war von August 2019 bis Juli 2023 Senator für Finanzen der Freien Hansestadt Bremen im Senat Bovenschulte I. Zuvor war er von 2011 bis 2019 Bremer Staatsrat bei der Senatorin für Finanzen. Er war von 1996 bis 2011 Bundesschatzmeister von Bündnis 90/Die Grünen.

## Biografie
Strehl wurde als jüngerer von zwei Söhnen geboren. 1974 bis 1976 Soldat auf Zeit bei der Bundeswehr. 1976 bis 1983 Studium der Mathematik und Betriebswirtschaftslehre in Bonn (ohne Abschluss). Seit 1982 ist er Mitglied der Grünen.
Strehl ist verheiratet und lebt mit seiner Frau in Bremen. Er hat eine Tochter.

### Politik
Er wurde 1984 Fraktionsgeschäftsführer der Grünen in der Bonner Ratsfraktion. Von 1988 bis 1991 war er Finanzreferent der nordrhein-westfälischen Grünen. Von 1991 bis 1996 war er Bundesfinanzreferent in der Bundesgeschäftsstelle der Grünen. Von März 1996 bis September 2011 wirkte Strehl als hauptamtlicher Bundesschatzmeister und Mitglied des Bundesvorstandes von Bündnis 90/Die Grünen. Von Oktober 2011 bis August 2019 war er Staatsrat bei der Bremer Senatorin für die Finanzen Karoline Linnert (Grüne) als Nachfolger von Dieter Mützelburg (Grüne).
Er war vom 15. August 2019 bis zum 5. Juli 2023 Finanzsenator im Senat Bovenschulte I.

### Weitere Mitgliedschaften
In seiner Bonner Zeit war Strehl Mitglied im Aufsichtsrat der Tourismus GmbH und Verwaltungsrat der Sparkasse Bonn. In Falkensee (Brandenburg) war er Aufsichtsrat der Wohnungsbaugesellschaft Gegefa. Er war als Staatsrat Mitglied in den Aufsichtsgremien der Bremer Aufbaubank, Gesundheit Bremen Nord, Klinikverbund Bremen, Hanse Vermögensverwaltungsgesellschaft und von Immobilien Bremen.